# Сімонженкова Мотрона Кузьмівна
Мотрона Кузьмівна Сімонженкова (1898, тепер Російська Федерація — 30 квітня 1953, Москва) — радянська діячка, новатор виробництва, ткаля фабрики імені Жовтневої революції Раменського району Московської області, голова ЦК профспілки робітників бавовняної промисловості СРСР. Депутат Верховної Ради СРСР 1—3-го скликань (1937—1953).

## Біографія
Народилася в селянській родині. З тринадцятирічного віку працювала ткалею прядильно-ткацької фабрики (потім — текстильної фабрики імені Жовтневої революції Раменського району Московської області). Брала активну участь в стахановському русі.
Член ВКП(б) з 1925 року.
Обиралася членом партійного комітету, членом фабричного комітету бавовняної фабрики імені Жовтневої революції Раменського району Московської області. У 1937 році була членом Центральної виборчої комісії по виборах у Верховну раду СРСР.
З 1938 року — на профспілковій роботі: голова Московського обласного комітету профспілки робітників бавовняної промисловості.
У 1942—1947 роках — голова ЦК профспілки робітників бавовняної промисловості Московської, Ленінградської областей і нових районів СРСР.
З 1947 до 30 квітня 1953 року — голова Московського обласного комітету профспілки робітників текстильної промисловості.  
Померла 30 квітня 1953 року після важкої хвороби. Похована в Москві на Новодівочому цвинтарі.

## Нагороди
- орден Леніна (7.04.1939)
- медалі